# Zdeněk Rylich
Zdeněk Rylich, né le 7 mars 1931 et mort le 3 septembre 2024, est un joueur tchécoslovaque de basket-ball. Il est le frère de Bohuslav Rylich.

## Palmarès
- Finaliste du championnat d'Europe 1951, 1955, 1959
- 3e du championnat d'Europe 1957